# Fútbol en Brasil

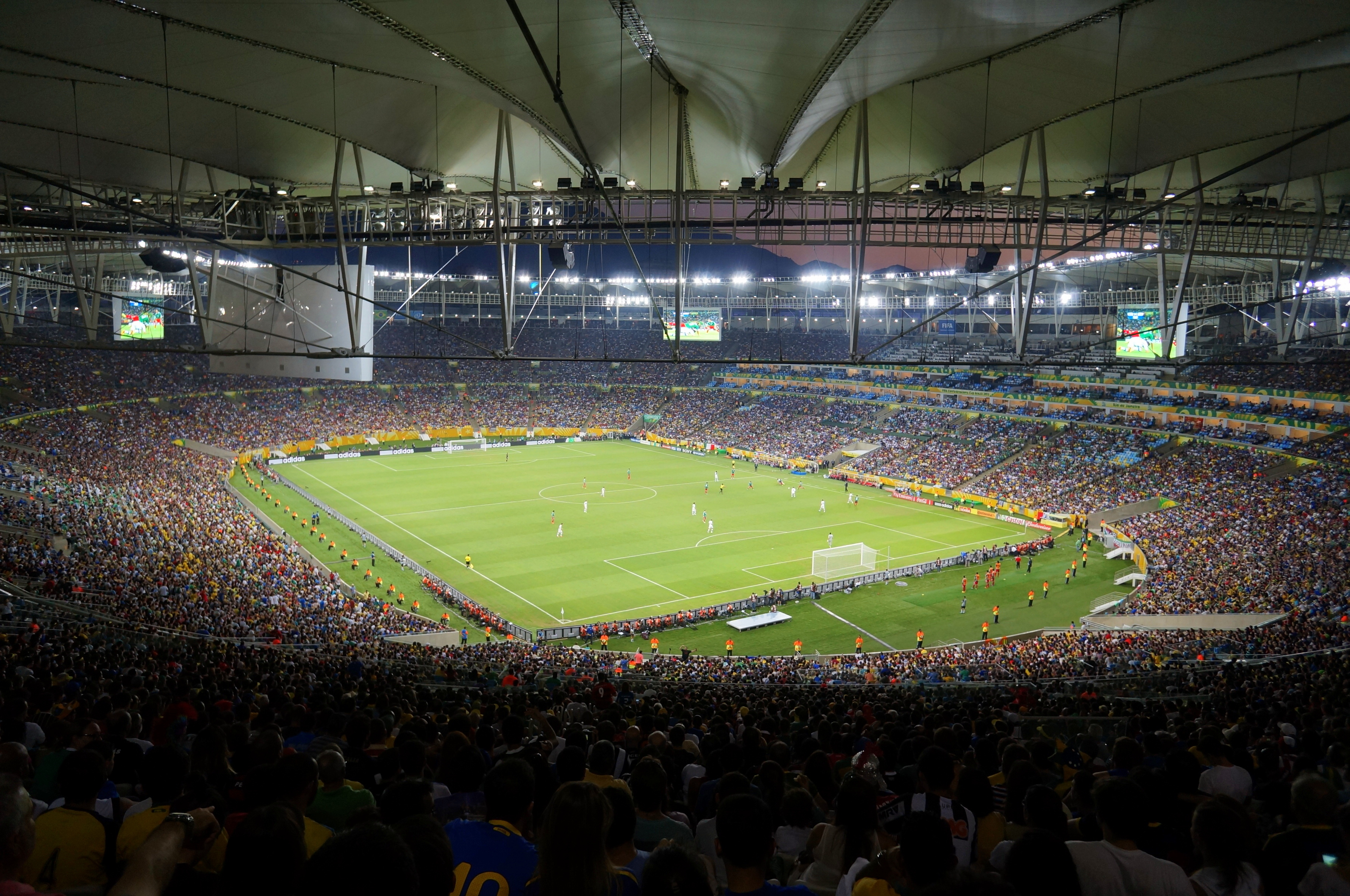
Vista nocturna del Estadio de Maracaná, junio de 2013.

El fútbol es el deporte más popular en Brasil. Su organización está a cargo de la Confederación Brasileña de Fútbol. Fue introducido por Charles Miller, un joven brasileño de padres escoceses que, después de viajar a Inglaterra, considerada la cuna de este deporte, llevó consigo dos pelotas e intentó convertir a la comunidad de expatriados británicos de la ciudad de São Paulo, creando así un club de fútbol de Brasil. El fútbol se convirtió rápidamente en una pasión para los brasileños, que frecuentemente es denominado como el «país del fútbol» y considerado por expertos y fanáticos como la máxima potencia futbolística tanto en el continente americano como a nivel mundial.
La selección nacional ha ganado cinco veces la Copa Mundial de Fútbol siendo la que posee más títulos conseguidos, siendo además el único equipo que se ha clasificado para todos los mundiales disputados. El estilo de juego aplicado tradicionalmente por los futbolistas brasileños es denominado «jogo bonito», enmarcado dentro del «fútbol sudamericano», de carácter individual improvisado. El delantero Pelé, tricampeón mundial con Brasil y dos veces campeón de la Copa Libertadores y la Copa Intercontinental, fue elegido oficialmente como el mejor futbolista del siglo XX por la FIFA. Otros jugadores destacados han sido los defensas Djalma Santos, Nilton Santos, Carlos Alberto, Júnior, Cafú y Roberto Carlos, los mediocampistas Didí, Rivelino, Sócrates, Falcão, Zico y Rivaldo, y los delanteros Leônidas da Silva, Garrincha, Romário, Bebeto, Ronaldo, Adriano, Robinho, Kaká, Ronaldinho y Neymar.
En el fútbol femenino, Brasil logró ser subcampeón en los Juegos Olímpicos de 2004, 2008 y 2024, y en el Mundial Femenino de 2007. Sin embargo, el deporte tiene poca popularidad en el país. Cuenta futbolistas destacadas tales como Marta.
Según un estudio realizado por la Fundación Getulio Vargas, este deporte mueve 16 mil millones dólares por año, teniendo treinta millones de practicantes (aproximadamente el 16% de la población total del país), 800 clubes, 11 mil futbolistas federados.

## Historia

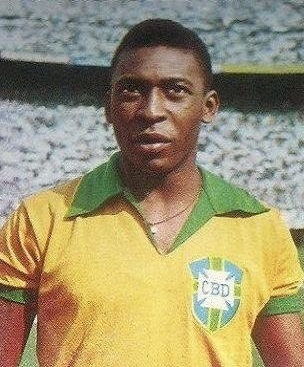
Pelé es reconocido como el «mejor futbolista de todos los tiempos».

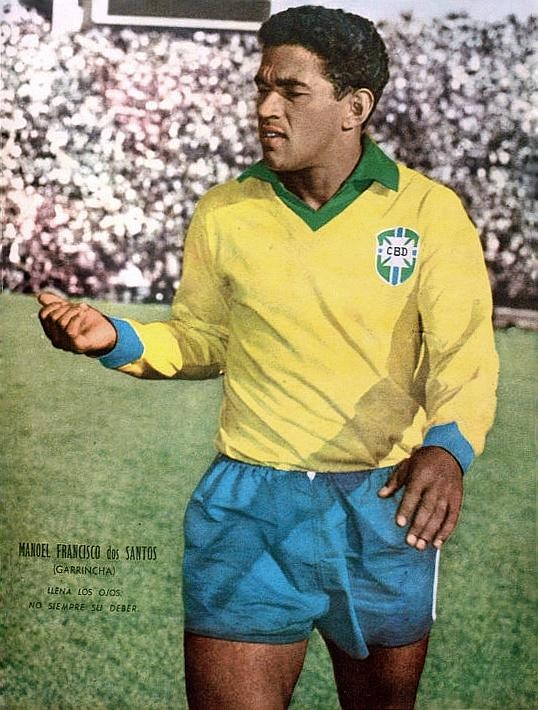
Garrincha es reconocido como el «mejor regateador en la historia del fútbol».

En 1870, un expatriado británico llamado John Miller trabajaba en el proyecto de construcción de la vía ferroviaria de São Paulo junto a otras 3000 familias emigrantes de las islas británicas e irlandeses en las últimas décadas del siglo XIX. En 1884 Miller envió a su hijo de diez años Charles William Miller al colegio Bannisters en Southampton, Inglaterra, para ser educado. Charles era buen deportista, que rápidamente aprendió a jugar al fútbol en los tiempos en que el fútbol todavía se estaba formando, jugando como extremo y más tarde como delantero. Charles se ganó un puesto en el equipo Southampton y más tarde en el del Condado de Hampshire.
En 1888 se fundó el primer equipo deportivo de Brasil, el São Paulo Athletic Club.
En 1892, estando aún en Inglaterra, Charles fue invitado a jugar para el Corinthian FC, un equipo formado por jugadores traídos de colegios y universidades públicas.
A su regreso a Brasil, Charles llevó equipamiento de fútbol y un libro de reglas con él. Desarrolló nuevas reglas para la comunidad de São Paulo. El São Paulo Athletic Club ganó los primeros tres campeonatos. El juego de Miller estaba muy por encima del de sus compañeros en esa etapa, y se le dio el honor de dar su nombre a un movimiento de tacón con la pelota, el chaleiro.
Charles Miller mantuvo un fuerte vínculo con el fútbol inglés durante toda su vida. Los equipos de Southampton y Corinthian viajaron a Brasil para jugar contra el Athletic Club de São Paulo y otros equipos de São Paulo. Después de una visita del Corinthian a Brasil en 1910, se formó un nuevo equipo en Brasil, que tomó el nombre del Corinthian, el Sport Club Corinthians Paulista, tras una sugerencia de Miller.
La Confederación Brasileña de Fútbol (CBF) fue fundada en 1914, y el formato actual del campeonato brasileño fue creado en 1971.
En 1988 el São Paulo Athletic Club celebró su centenario jugando contra el Corinthian inglés en el Estadio Morumbi. El 
Corinthian inglés terminó su viaje contra el equipo profesional Corinthians Paulista, que contaba con figuras como Sócrates y Rivelino entre sus jugadores, en el Estadio Pacaembu en São Paulo, y siendo fiel a los principios del fútbol limpio y bueno del Corinthian, cuando el marcador estaba 1 a 0 a favor del equipo local, y según lo acordado, Sócrates se cambió la camiseta y jugó del lado de los aficionados ingleses. Esto no afectó al resultado a pesar de los ánimos de los aficionados que abarrotaban el estadio para conseguir el empate.
El 29 de octubre de 2007, la CBF anunció que a partir de octubre de ese mismo año comenzaría una competición femenina, tras la presión del presidente de la FIFA, Joseph Blatter, durante la celebración de la Copa Mundial Femenina de Fútbol de China en 2007.

## Estilo de juego

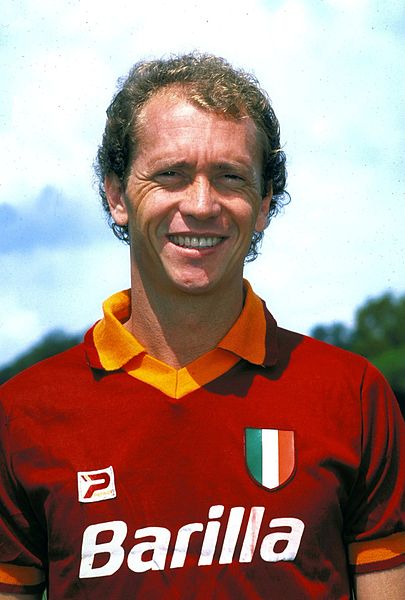
Falcão.

El fútbol brasileño es conocido por su astucia, su fluidez y su estilo ofensivo de juego, además de ser considerado como reflejo de la sociedad del país. El principal estilo de juego se caracteriza por su creatividad, movimiento y está infundido por movimientos rítmicos. Es el conocido «jogo bonito». Las técnicas brasileñas son el chanfle, la elástica, la hoja seca o folha seca (en portugués) de Didí, y el regate de Pelé, entre otras.
Después del tercer título en la Copa Mundial de Fútbol de 1970, el fútbol brasileño experimentó una sequía de títulos de la Copa del Mundo, que no terminaría hasta 1994. Mientras tanto, a pesar de jugar un fútbol llamativo que encantó al mundo (como el equipo de la Copa Mundial de la FIFA de 1982), La Seleção empezó a priorizar el fútbol basado en resultados. Así, desde mediados de los años 1990, el fútbol brasileño empezó a perder sus características. Para Tostão, el fútbol brasileño ha quedado obsoleto: "El ejemplo más clásico de esto es que en los últimos 20 años Brasil no ha tenido un solo gran centrocampista. Y esto sucedió porque había una división en el medio campo entre los centrocampistas, que juegan marcando más atrás, y dos volantes, que juegan adelante, cerca del área rival. El juego perdió intercambio de pases en ese ambiente. Los españoles y los alemanes lo hacen muy bien. Eso fue lo mejor que tuvo Brasil en mi época y desapareció. Teníamos a Gérson, Rivelino, Clodoaldo, luego Falcão, Toninho Cerezo. Esto es lo que hicieron Iniesta, Rakitic, Modric y Kroos, por ejemplo, y lo que hicieron Xavi y Schweinsteiger. Esta característica que más fomentaron los europeos, los brasileños la devaluaron. Creamos muchos regateadores de área. Este es sólo un ejemplo de cómo el fútbol brasileño ha ido por el camino equivocado".
El gran éxodo de jugadores en los últimos años a competiciones europeas ha generado un gran debate en el país, especialmente sobre las consecuencias que tendría en el estilo del fútbol brasileño, ya que podría "europeizar" la forma de actuar de los jugadores.

## Selección brasileña

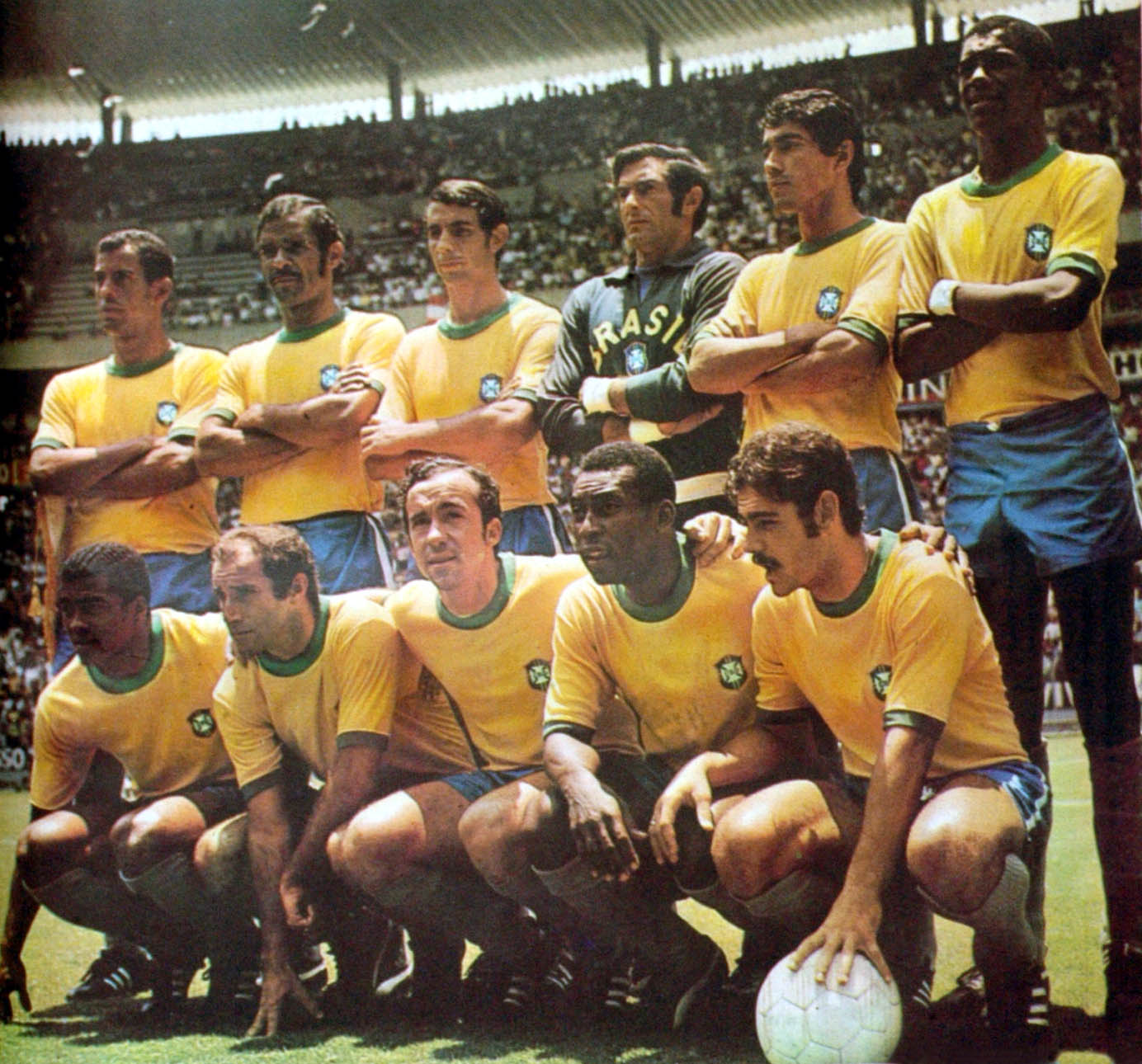
El equipo brasileño ganador de la Copa Mundial de la FIFA de 1970, considerado por muchos comentaristas distinguidos como el mejor equipo de fútbol de todos los tiempos.

La selección de fútbol de Brasil es una de las principales selecciones de fútbol del mundo. Brasil, máximo ganador de la Copa Mundial de Fútbol, con cinco títulos, es conocido por su camiseta amarilla y verde, con pantalón azul y medias blancas, los cuatro colores de la bandera nacional. Debido a que la camiseta es predominantemente amarilla, el equipo brasileño también es tratado como el equipo Canarinho.
Fundada el 21 de julio de 1914, en el 12º aniversario del Fluminense Football Club, la Seleção jugó su primer partido en el Estadio Laranjeiras, contra el equipo inglés Exeter City. La selección brasileña es ampliamente considerada la selección más relevante del fútbol mundial.
La selección brasileña también ganó la Copa América en ocho ocasiones, la Copa Confederaciones en cuatro, y en 2016 y 2020 obtuvo la medalla de oro, otorgada a los campeones de fútbol en los Juegos Olímpicos, en la edición de los juegos celebrados en Río de Janeiro. habiendo ganado tres medallas de plata para los subcampeones y dos medallas de bronce para los terceros lugares.
Los mayores rivales de la selección brasileña son Argentina y Uruguay en el continente americano. Además de estos, los europeos, Inglaterra, Italia y Holanda, son rivales tradicionales, debido a los enfrentamientos celebrados, principalmente en Mundiales.

## Clubes principales

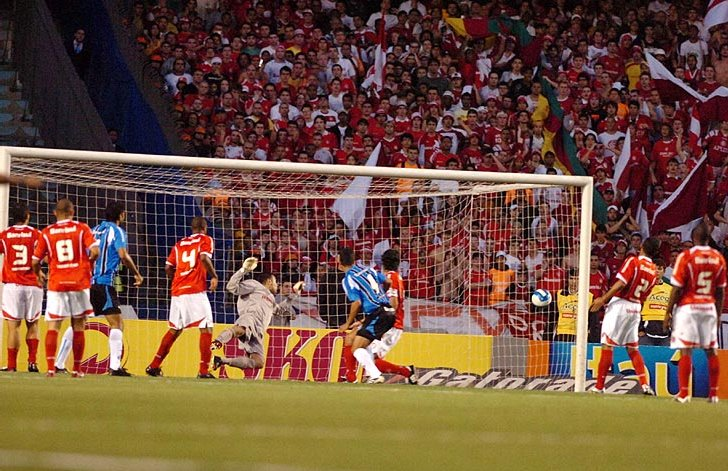
Grenal, una de las rivalidades futbolísticas más feroces del mundo.

En Brasil, históricamente 12 clubes se consideran «grandes», aunque algunos otros también se identifican ocasionalmente como clubes grandes, especialmente en sus estados de origen, incluido el Atlético Paranaense. Los nombrados en las listas con 12 clubes son: São Paulo, Palmeiras, Corinthians y Santos, todos del Estado de São Paulo; Fluminense, Flamengo, Vasco y Botafogo, todos del estado de Río de Janeiro; Internacional y Grêmio, del estado de Rio Grande do Sul, y Atlético Mineiro y Cruzeiro, del estado de Minas Gerais. Además de estos trece mencionados, los clubes brasileños campeones son Bahía, Coritiba, GuaranI y Sport, un total de 17 clubes campeones del Campeonato Brasileño, siendo el Atlético Paranaense habiendo tenido un enorme crecimiento en patrimonio e ingresos en el Siglo XXI, pasando a ser considerado, por tanto, considerado uno de los grandes del fútbol brasileño por gran parte de la prensa nacional.

## Cultura futbolística

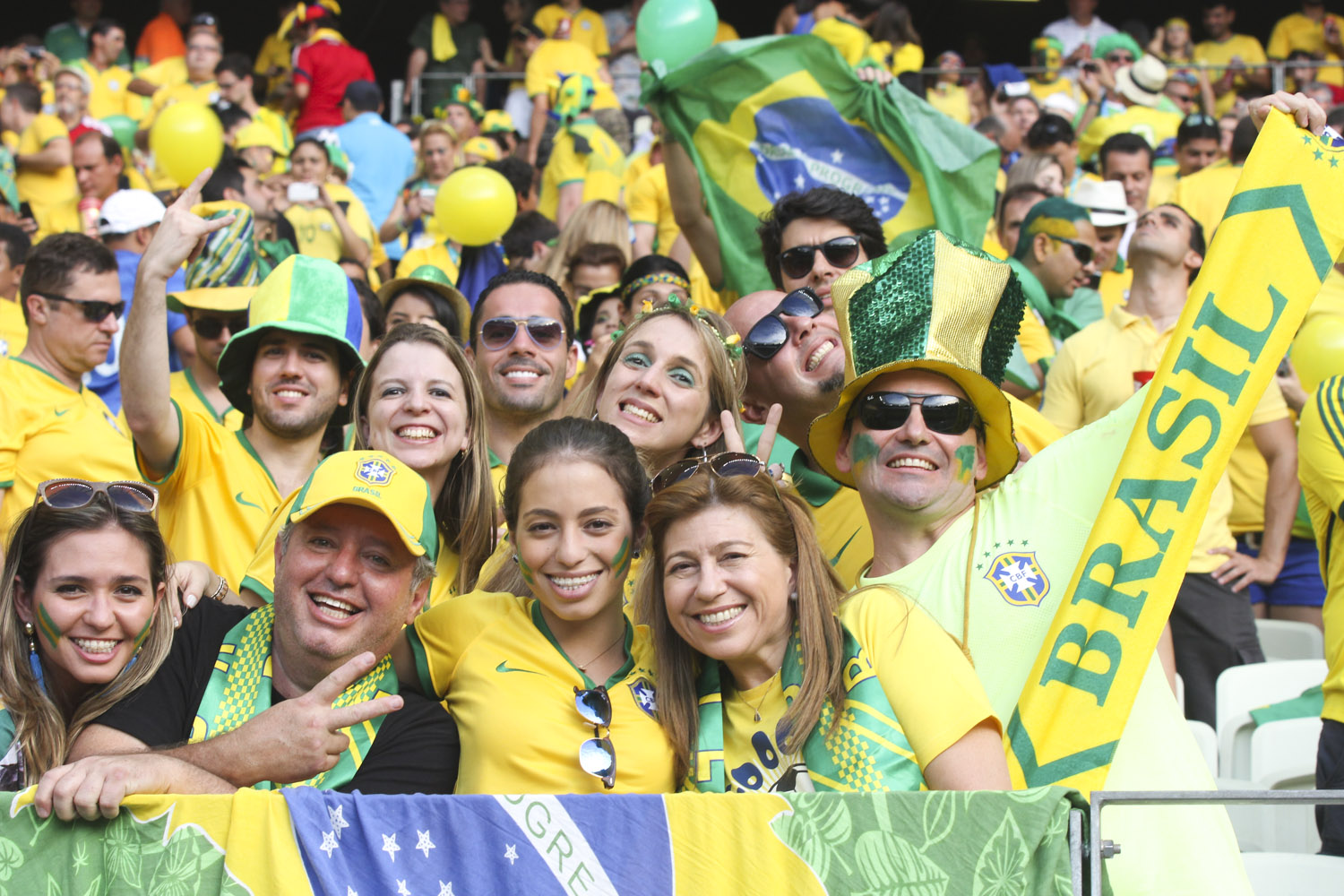
Hinchas de Brasil en el partido de cuartos de final Colombia vs. Brasil en 2014.

El Fútbol se convirtió rápidamente en una pasión para los brasileños, que frecuentemente se refieren a su país como o país do futebol ("el país del fútbol"). Más de 11000 brasileños juegan profesionalmente al fútbol.
El fútbol tiene un importante efecto en la cultura brasileña. Jugar al fútbol en la calle el pasatiempo favorito de los jóvenes. El mundial mantiene a los brasileños unidos, la gente no va a trabajar para ver los partidos de su selección, o los jefes disponen medios para que los empleados vean los partidos. Las  elecciones generales suelen celebrarse en el mismo año que los mundiales, medida contra la que los críticos argumentan que los políticos aprovechan la oleada de nacionalismo creada por el fútbol para ponerla en práctica. Es frecuente que exfutbolistas importantes se presenten para cargos políticos. 
Un aspecto único del fútbol en Brasil es la importancia de la liga brasileña. En los principios de la rápida expansión del fútbol en Brasil, el gran tamaño de la nación y la falta de medios de transporte hicieron inviable la creación de un campeonato liguero, por lo que se crearon competiciones estatales y más tarde, competiciones interestatales, como el Torneo Rio-São Paulo. Todavía hoy, a pesar de la existencia de un campeonato nacional, los torneos estatales son muy disputados y hay mucha rivalidad entre equipos de las mismas zonas.
Sin embargo, en los últimos años, con el auge de Internet, que facilita el seguimiento de cualquier deporte, y con la evolución de Brasil en los deportes olímpicos (el país pasó a ser uno de los 15 más fuertes del mundo en los Juegos Olímpicos), la población brasileña Ha ido cambiando sus gustos, y comienza a interesarse más por deportes como surf, skate, tenis, natación, judo, voleibol y otros, disminuyendo la importancia del fútbol.

## Fútbol femenino

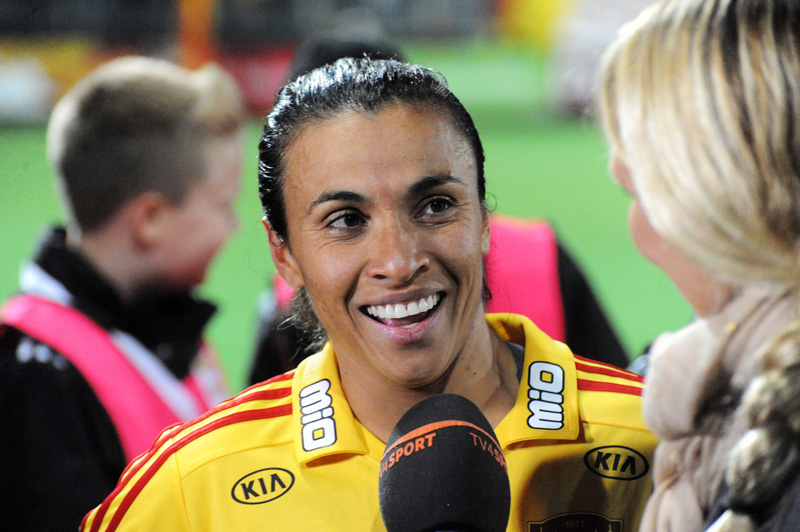
Marta es reconocida como la «mejor futbolista femenina de la historia».

El fútbol femenino, a diferencia del masculino, tiene poca popularidad en el país. Aunque hay intentos por parte de los medios de comunicación de promocionar el fútbol femenino como un nuevo producto, ha sido rechazado por la población, por ser un deporte técnicamente muy débil en comparación con el masculino. En algunos amistosos, los equipos femeninos de algunos países fueron derrotados por equipos de adolescentes masculinos. En 2021, la selección femenina de Brasil jugó un partido de entrenamiento con la selección masculina sub-16 del Grêmio y los chicos ganaron 6-0.
La selección femenina de Brasil logró convertirse en subcampeona olímpica en 2004 y 2008 y subcampeona mundial en la Copa Mundial Femenina de Fútbol de 2007, cuando todavía había pocos equipos fuertes a nivel mundial, como Estados Unidos y Alemania. Con la evolución de otros países, Brasil se estancó y ya no logró resultados relevantes, llegando al punto de ser eliminado por la selección amateur de Jamaica en la Copa Mundial Femenina de Fútbol de 2023.

## Sistema liguero
El sistema de ligas nacional de Brasil está compuesto por cuatro divisiones:
- Serie A (Primera división)
- Serie B (Segunda división)
- Serie C (Tercera división)
- Serie D (Cuarta división)

En paralelo se disputan los campeonatos estatales de fútbol, muchos de los cuales tienen varias divisiones. Los mejores equipos de cada campeonato estatal clasifican a la Serie D y a la Copa de Brasil. Estos campeonatos regionales tienen una característica única del fútbol brasileño, la participación de los grandes clubes nacionales en estos torneos. De hecho Brasil es el único país en que se verifica la existencia de tal fenómeno. 
Durante gran parte del desarrollo temprano del deporte en Brasil, el tamaño de la nación y la falta de transporte rápido hicieron inviables las competiciones nacionales, por lo que la competencia se centró en torneos estatales y competiciones interestatales como el Torneio Rio-São Paulo. Hoy en día, sin embargo, existe una tendencia creciente a la devaluación de la importancia de tales campeonatos a medida que las competiciones continentales y nacionales han crecido en relevancia desde principios de los años noventa.
Actualmente existen además también dos copas regionales: la Copa del Nordeste y la Copa Verde.
El Campeonato Brasileño de Serie A se ha disputado con diversos nombres y formatos desde 1959. Los campeonatos estatales comenzaron a disputarse en las primeras décadas del siglo XX, continúan disputándose a principios de año. 
Los clubes más destacados en la historia del fútbol brasileño, ignorando los torneos regionales y realizados en Brasil y teniendo en cuenta sólo los títulos nacionales (Campeonato Brasileño Serie A + Copa De Brasil + Copa de Campeones de Brasil + Supercopa de Brasil) e internacionales (torneos oficiales CONMEBOL y FIFA) alcanzados por los clubes de fútbol han sido:
- Palmeiras 22 títulos (17 títulos nacionales y 5 internacionales)
- Flamengo 21 títulos (14 nacionales y 7 internacionales)
- São Paulo 18 títulos (6 nacionales, y 12 internacionales)
- Cruzeiro 17 títulos (10 nacionales y 7 internacionales)
- Santos 17 títulos (9 nacionales y 8 internacionales)
- Corinthians 15 (11 nacionales y 4 internacionales)
- Grêmio 14 títulos (8 nacionales y 6 internacionales)
- Atlético Mineiro 11 títulos (7 nacionales y 4 internacionales)
- Internacional 11 títulos (4 nacionales y 7 internacionales)
- Vasco da Gama 9 títulos (5 nacionales y 4 internacionales)
- Fluminense 6 títulos (5 nacionales y 1 internacional)
- Athletico Paranaense 5 títulos (2 nacionales y 3 internacionales)
- Botafogo 3 títulos (2 nacionales y 1 internacional)

Los clubes brasileños han ganado 21 ediciones de la Copa Libertadores, destacándose São Paulo, Santos, Grêmio, Palmeiras y Flamengo con tres cada uno. Los clubes brasileños ganaron seis veces la Copa Intercontinental y cuatro veces la Copa Mundial de Clubes de la FIFA, tres de ellas para São Paulo y dos para Santos y Corinthians.